# Ройлянка (Дивізійська сільська громада)
Ройля́нка — село Дивізійської сільської громади, в Білгород-Дністровському районі Одеської області України.   Населення становить 148 осіб.

## Населення
Згідно з переписом УРСР 1989 року чисельність наявного населення села становила 182 особи, з яких 83 чоловіки та 99 жінок.
За переписом населення України 2001 року в селі мешкало 148 осіб.

### Мова
Розподіл населення за рідною мовою за даними перепису 2001 року:
| Мова       | Відсоток |
| ---------- | -------- |
| українська | 97,30 %  |
| російська  | 2,70 %   |